# 皎梅縣
皎梅县，又译皎脉县，是緬甸撣邦下轄的一個縣，2014年人口767,582人，县治皎梅。

## 区划沿革
2010年8月，曼通镇区和南散镇区划归新成立的德昂自治區管辖。
2014年2月3日，马本镇区和孟密镇区划归新设的孟密县管辖。

## 行政区划
皎梅县下辖4个镇区。
- 昔卜镇区
- 皎梅镇区
- 南渡镇区
- 瑙丘镇区